# Maricopa County
Das Maricopa County befindet sich im Zentrum des US-amerikanischen Bundesstaates Arizona. Der Verwaltungssitz ist Phoenix.
Innerhalb des Countys befinden sich einige Indianerreservate.

## Geographie
Das County hat eine Gesamtfläche von 23.891 Quadratkilometern, davon 55 Quadratkilometer Wasserfläche. Durch das County verläuft der Western Canal.

## Geschichte
Das Maricopa County wurde am 12. Februar 1871 gebildet und nach den Maricopa benannt.

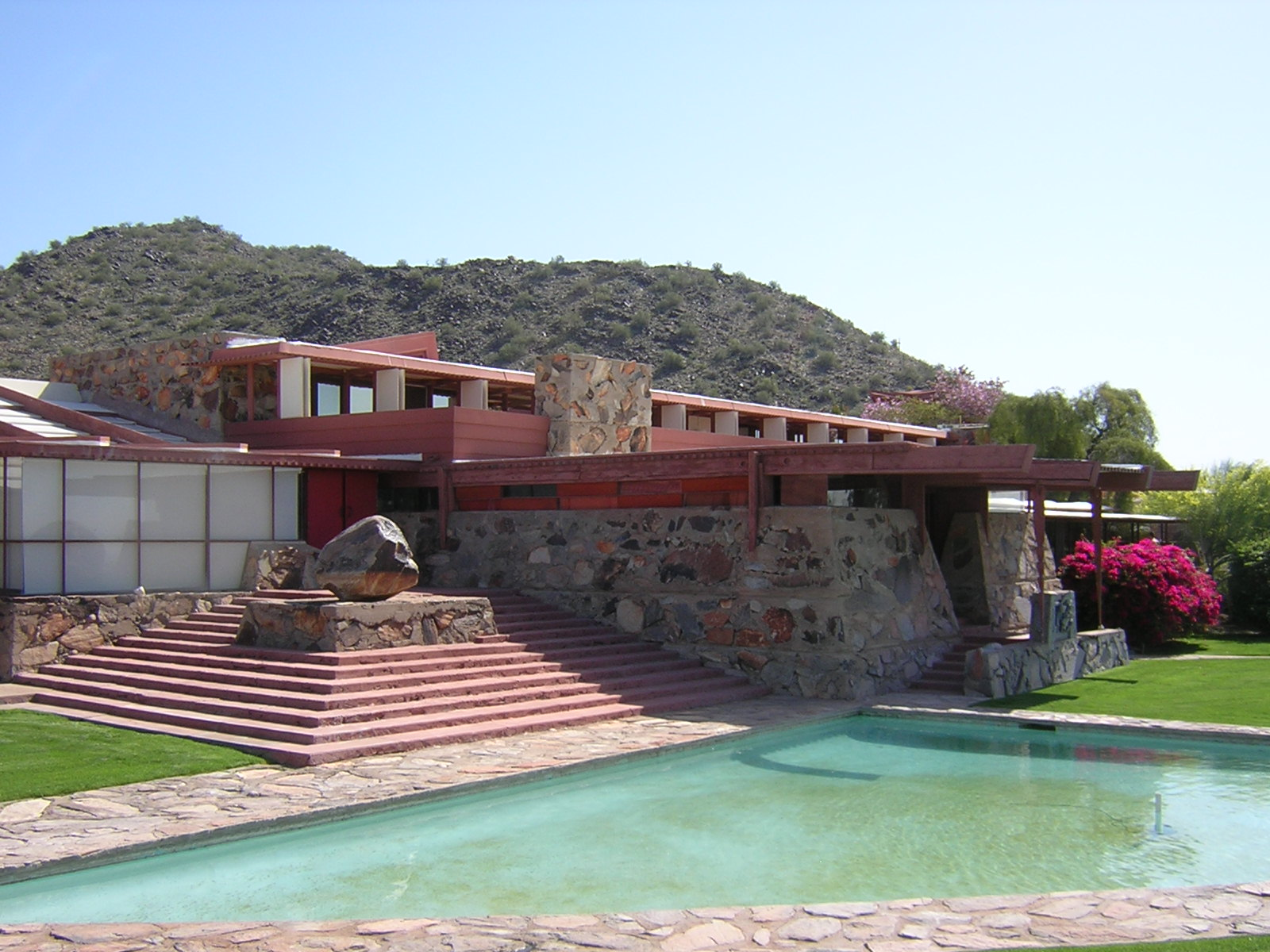
Taliesin West ist seit Mai 1982 als National Historic Landmark anerkannt.

417 Bauwerke, Stätten und historische Bezirke (Historic Districts) des Countys sind im National Register of Historic Places („Nationales Verzeichnis historischer Orte“; NRHP) eingetragen (Stand 4. Februar 2022), darunter haben die Gatlin Site, die Pueblo Grande Ruin and Irrigation Sites und Taliesin West den Status von National Historic Landmarks („Nationale historische Wahrzeichen“).

## Demografische Daten

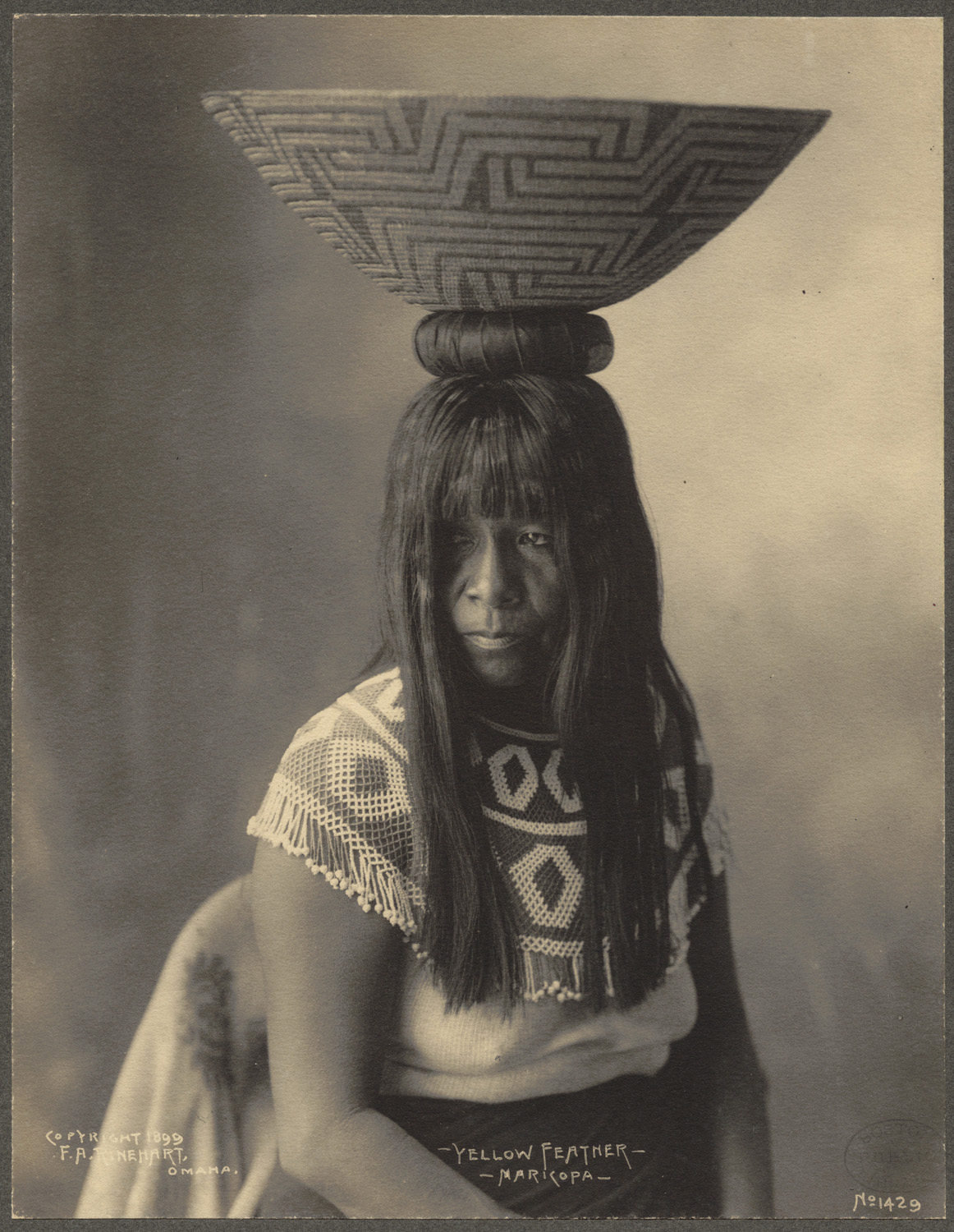
Yellow Feather, eine Frau vom Volk der Maricopa

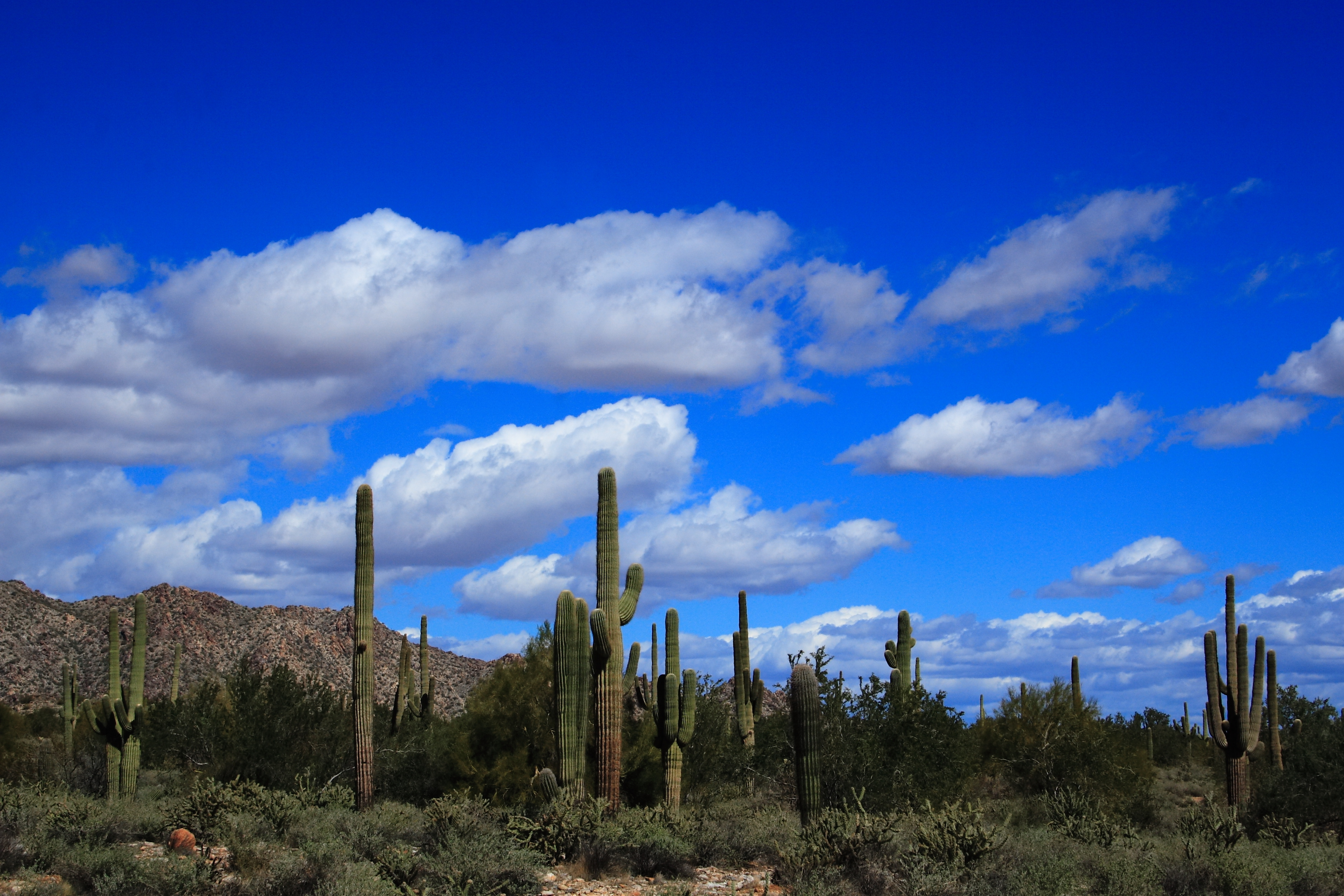
Wild wachsende Kakteen

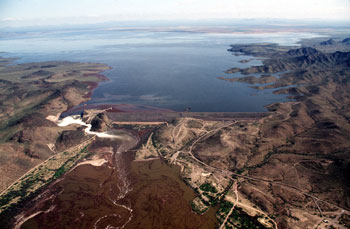
Der Painted Rock Dam

Nach der Volkszählung im Jahr 2000 lebten im Maricopa County 3.072.149 Menschen. Es gab 1.132.886 Haushalte und 763.565 Familien. Die Bevölkerungsdichte betrug 129 Einwohner pro Quadratkilometer. Ethnisch betrachtet setzte sich die Bevölkerung zusammen aus 77,35 % Weißen, 3,73 % Afroamerikanern, 1,85 % amerikanischen Ureinwohnern, 2,16 % Asiaten, 0,14 % Bewohnern aus dem pazifischen Inselraum und 11,86 % aus anderen ethnischen Gruppen; 2,91 % stammten von zwei oder mehr ethnischen Gruppen ab. 24,85 % der Bevölkerung waren spanischer oder lateinamerikanischer Abstammung.
Von den 1.132.886 Haushalten hatten 33,00 % Kinder und Jugendliche unter 18 Jahre, die bei ihnen lebten. 51,60 % waren verheiratete, zusammenlebende Paare, 10,70 % waren allein erziehende Mütter, 32,60 % waren keine Familien. 24,50 % waren Singlehaushalte und in 7,90 % lebten Menschen im Alter von 65 Jahren oder darüber. Die Durchschnittshaushaltsgröße betrug 2,67 und die durchschnittliche Familiengröße lag bei 3,21 Personen.
Auf das gesamte County bezogen setzte sich die Bevölkerung zusammen aus 27,00 % Einwohnern unter 18 Jahren, 10,20 % zwischen 18 und 24 Jahren, 31,40 % zwischen 25 und 44 Jahren, 19,80 % zwischen 45 und 64 Jahren und 11,70 % waren 65 Jahre alt oder darüber. Das Durchschnittsalter betrug 33 Jahre. Auf 100 weibliche Personen kamen 100,10 männliche Personen, auf 100 Frauen im Alter ab 18 Jahren kamen statistisch 98,10 Männer.
Das jährliche Durchschnittseinkommen eines Haushalts betrug 45.358 USD, das Durchschnittseinkommen der Familien betrug 51.827 USD. Männer hatten ein Durchschnittseinkommen von 36.858 USD, Frauen 28.703 USD. Das Prokopfeinkommen betrug 22.251 USD. 11,70 % der Bevölkerung und 8,00 % der Familien lebten unterhalb der Armutsgrenze. 15,40 % davon sind unter 18 Jahre und 7,40 % sind 65 Jahre oder älter.

## Orte im Maricopa County
Im Maricopa County liegen 24 Gemeinden, davon 14 Cities und 10 Towns. Zu Statistikzwecken führt das U.S. Census Bureau 19 Census-designated places, die dem County unterstellt sind und keine Selbstverwaltung besitzen. Diese sind wie die Unincorporated Communities gemeindefreies Gebiet.
Cities
| - Avondale - Buckeye - Chandler - El Mirage - Glendale | - Goodyear - Litchfield Park - Mesa - Peoria 1 - Phoenix | - Scottsdale - Surprise - Tempe - Tolleson |

Towns
| - Carefree - Cave Creek - Fountain Hills - Gila Bend - Gilbert | - Guadalupe - Paradise Valley - Queen Creek 2 - Wickenburg 1 - Youngtown |  |

Census-designated places
| - Aguila - Anthem - Arlington - Citrus Park - Gila Crossing | - Kaka - Komatke - Maricopa Colony - Morristown - New River | - Rio Verde - St. Johns - Sun City - Sun City West - Sun Lakes | - Theba - Tonopah - Wintersburg - Wittmann |

andere Unincorporated Communities
| - Ahwatukee - Chandler Heights - Circle City - Co-op Village - Desert Hills | - Fort McDowell - Higley - Laveen - Liberty | - Palo Verde - Rainbow Valley - Sunflower - Tortilla Flat - Waddell |

### Indianerreservate
- Fort McDowell Yavapai Nation
- Gila River Indian Reservation (teilweise)
- Salt River Pima–Maricopa Indian Community
- Tohono O’odham Nation Reservation (teilweise)

## Schutzgebiete
- Sonoran Desert National Monument (partiell)
- Tonto National Forest (partiell)

## Sonstiges
International bekannt geworden ist das County durch seinen Sheriff Joe Arpaio, der von 1992 bis 2016 mit ungewöhnlichen, von seinen politischen Gegnern (das Amt des Sheriff ist ein Wahlamt) als menschenverachtend bezeichneten Methoden die von ihm verwalteten Gefängnisse führte.
Nach Medieninformationen erwarb eine dem Microsoft-Gründer Bill Gates gehörende Immobilienfirma im Herbst 2017 westlich von Phoenix am Nordrand der Interstate 10 eine rund 100 Quadratkilometer große Fläche. Dort soll eine Großstadt nach dem Konzept einer Smart City namens Belmont mit etwa 80.000 Wohneinheiten entstehen. Erschlossen werden soll sie durch die in Bau befindliche Interstate 11 nach Las Vegas, die zentral durch das Gebiet verlaufen wird.